# Søren Bruun Bugge
Søren Bruun Bugge, född 1798 i Vanse (Lister och Mandals amt), död den 11 december 1886 i Kristiania, var en norsk klassisk filolog, son till Peder Olivarius Bugge.
Bugge var 1820-33 lärare i latin (först som lektor, professor från 1825) vid universitetet i Kristiania och 1833-47 rektor vid samma stads katedralskola.
Bugge blev 1847, sedan han tagit teologisk ämbetsexamen, kyrkoherde i Gran på Hadeland; han blev också prost. År 1878 blev han emeritus och bosatte sig i Kristiania, där han dog. 
Han var ansedd som en mycket skicklig latinare och författade bland annat en latinsk grammatika (1835), som någon tid allmänt användes vid de norska skolorna.